# Alloperla nanina
Alloperla nanina är en bäcksländeart som beskrevs av Banks 1911. Alloperla nanina ingår i släktet Alloperla och familjen blekbäcksländor. Inga underarter finns listade i Catalogue of Life.